# الحدود الإماراتية السعودية

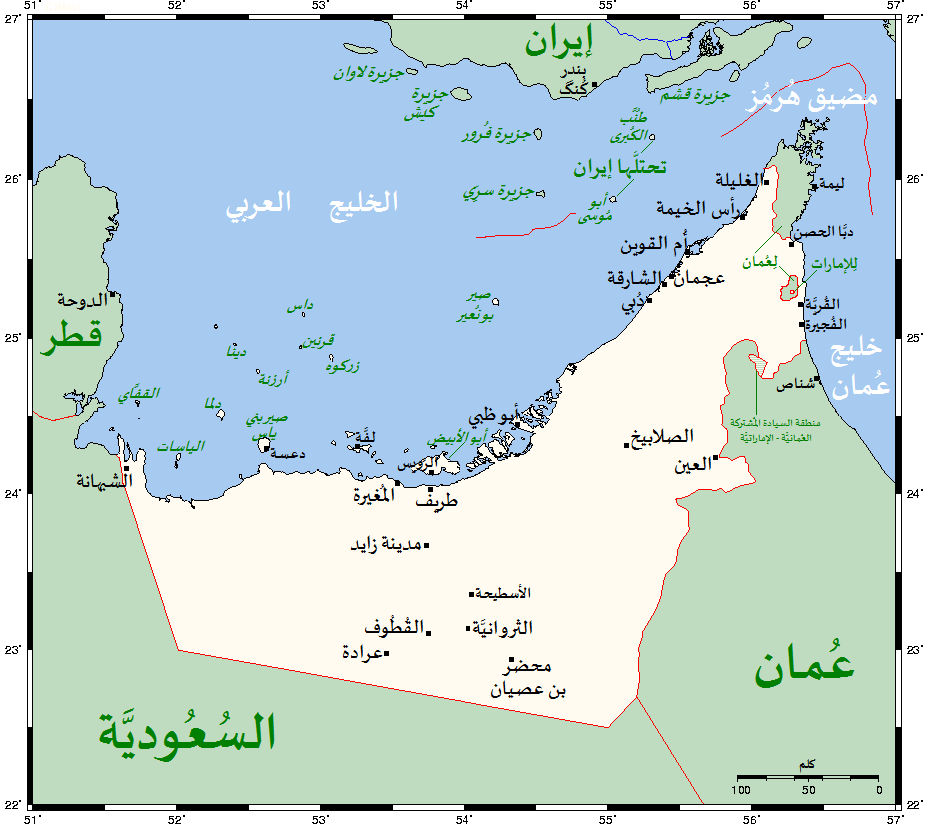
خريطة لدولة الإمارات العربية المتحدة والحدود مع المملكة العربية السعودية تعكس اتفاقية جدة لعام 1974.

يبلغ طول حدود الإمارات العربية المتحدة مع المملكة العربية السعودية 457 كم (284 م) وتمتد من الخليج العربي في الغرب إلى النقطة الثلاثية مع سلطنة عمان في الشرق.
في 21 أغسطس 1974، وقعت في جدة بالسعودية، حكومتا المملكة العربية السعودية والإمارات العربية المتحدة اتفاقية جدة 1974، جرى توقيع الاتفاقية من قبل الملك فيصل بن عبد العزيز آل سعود والشيخ زايد بن سلطان آل نهيان. منهية على ما يبدو نزاعًا حدوديًا طويل الأمد، لكن وفقًا لـ الإمارات العربية المتحدة لم يتم تسوية النزاع بسبب التناقضات بين الاتفاق الشفوي قبل توقيع المعاهدة والنص النهائي للمعاهدة نفسها. وبحسب الإمارات، لم تلاحظ الحكومة هذا التناقض حتى عام 1975 نتيجة لغياب المحامين والفنيين والجغرافيين في فريق التفاوض الخاص بها. حاولت الإمارات إعادة السعودية إلى طاولة المفاوضات منذ ذلك الحين.
لم يتم الكشف عن أحكام معاهدة 1974 علناً حتى عام 1995 ، عندما تم إيداعها لدى الأمم المتحدة. ومع ذلك، لم تصدق الإمارات العربية المتحدة على الاتفاقية.

## المشاكل
تتمثل المشكلة في الأراضي المتنازع عليها منذ بداية السبعينيات وهي: حقل نفط الشيبة الذي تبلغ إنتاجية 500 ألف برميل يومياً، وخور العديد.

### خور العديد
بدأ الخلاف مع محاولة الشيخ زايد بن سلطان آل نهيان إبان تأسيس دولة الإمارات العربية المتحدة ضم إمارتي قطر والبحرين للإتحاد الإماراتي لتكون تسع إمارات وليست سبعاً كما هو الحال الآن. يقع خور العديد مدار الخلاف بين البلدين في المنطقة الساحلية الفاصلة بين الإمارات وقطر، وكانت هذه النقطة بالتحديد السبب في اعتراض المملكة العربية السعودية على إنشاء جسر بحري بين الإمارات وقطر عام 2005م. بعد العديد من المناورات بين البلدين وقعت السعودية والإمارات اتفاقية حدودية عام 1974م، عُرفت باتفاقية جدة، والتي نصت على امتلاك السعودية الساحل الذي يفصل بين قطر والإمارات، وضمنت عدم قيام تحالف بين البلدين قد يعتبر تحالفاً قوياً يبسط سيطرته معها على منطقة الخليج العربي. نصت اتفاقية جدة 1974 على تحديد الحدود بين البلدين تنازلت السعودية عن جزء من واحة البريمي في مقابل الحصول على ساحل بطول حوالي 50 كم يفصل بين دولة قطر ودولة الإمارات العربية المتحدة، وكذلك امتلاك حقل شيبة والذي يمتد جزء منه داخل أراضي الإمارات كما حصلت على جزيرة الحويصات. في عام 1999م قاطعت دولة الإمارات العربية المتحدة وبدعم من سلطنة عُمان كعلامة على الاحتجاج مؤتمر وزراء الخارجية والنفط لدول مجلس التعاون الخليجي في السعودية والذي عقد بالتزامن مع تدشين حقل للنفط في شيبة، بذريعة أن الدولة المضيفة لا تشرك الإمارات في تقاسم عائدات النفط من هذا الحقل على الرغم من اتفاق 1974 .
ظلت الأمور بين البلدين محايدة حتى وفاة الشيخ زايد، ومع تولي ولي العهد الشيخ خليفة بن زايد آل نهيان بعد وفاة أبيه أثار هذه الإتفاقية بين البلدين خلال أول زيارة للرياض في ديسمبر 2004م، حيث تعتبر الإمارات هذه الإتفاقية ظالمة لها، حيث تقول إنها وقعتها في ظروف إستثنائية، بينما تعتبر السعودية أن الاتفاقية جارية وأن من حقها منطقة العيديد. في العام 2006م أصدرت الإمارات في كتابها السنوي خرائط جديدة يظهر فيها خور العديد تابعاً للمياه الإقليمية الإماراتية. وفي تصعيد من قبل السعودية أوقفت المملكة في 2009م دخول المواطنين الإماراتيين إلى أراضيها باستخدام بطاقات الهوية كما هو معمول به، وذلك احتجاجًا منها على قيام الإمارات بتغيير خريطتها الجغرافية الموجودة على بطاقات الهوية بين مواطنيها، وردت وزارة الخارجية الإماراتية على القرار السعودي بمطالبتها الإماراتيين الراغبين في السفر إلى السعودية أو عبور أراضي المملكة براً إلى دول مجلس التعاون استخدام جوازات سفرهم بدلاً من بطاقات الهوية. وفي يونيو 2009 أوقفت السعودية آلاف الشاحنات عند المعبر الحدودي بينها وبين دولة الإمارات كنتيجة من التوترات وأوضحت ذلك على أنه جزء من تعزيز الرقابة على دخول السيارات من الإمارات إلى أراضيها. في العام 2010 كادت العلاقات تنقطع بين البلدين عندما أطلق زورقان تابعان للإمارات النار على زورق سعودي في خور العيديد واحتجز اثنان من أفراد الحرس الحدود السعودي، وحتى الآن الحدود البحرية بين البلدين غير متفق عليها.

### جسر الإمارات قطر
عقب ذلك أعلنت الإمارات عزمها إقامة جسر بحري يصلها بدولة قطر، على غرار الجسر الذي يربط السعودية بالبحرين، وهذا ما أثار المشلكة مجددًا، فقد اعترضت الحكومة السعودية على إقامة هذا الجسر لسبب أن هذا الجسر يمر في مياهها الإقليمية على حسب رأيها. وصرح وزير الداخلية السعودي آنذاك الأمير نايف بن عبد العزيز بأن الرياض احتجت لدى الإمارات وقطر بشأن مشروع جسر يربط بين الدولتين لأنه يعبر فوق مياه إقليمية سعودية، وقال: «إن هذا لا يجوز ولا بد أن تكون السعودية على علم بذلك».